# Trening litchnostnogo rosta
Pour plus de détails, voir Fiche technique et Distribution.
Trening litchnostnogo rosta (russe : Тренинг личностного роста, litt. « Formation au développement personnel ») est un film dramatique kazakh réalisé en langue russe par Farkhat Charipov et sorti en 2018.
Le film est tourné au studio Kazakhfilm et finance par le ministère de la Culture et des Sports de la République du Kazakhstan. Le scénario du film est adapté du roman Kirpitchi 2.0 (Кирпичи 2.0) de Daniar Sougralinov (ru) paru en 2014. Le film est présenté en première mondiale en 2018 dans la compétition Fenêtre du cinéma asiatique lors du 23e Festival international du film de Pusan. Le 4 juillet 2019, le film est sorti en large distribution russe. La société russe RFG Distribution s'est chargé de distribuer le film en Russie. Le film remporte le Saint Georges d'or au Festival international du film de Moscou.

## Synopsis
Kanat, un employé de banque ordinaire vivant toujours chez sa mère, traverse une crise de la quarantaine. À quarante ans, il a cessé de rêver et ne voit plus de sens à sa vie. Un jour, Kanat suit une formation en développement personnel et en affirmation de soi. L'entraîneur lui explique comment réussir et devenir un bon dirigeant d'entreprise. Ayant assimilé les secrets de l'entrepreneuriat, Kanat est déterminé à changer sa vie et sa vision de la vie. Mais tout change avec l'arrivée à Almaty de son ancien camarade de classe Daniar.

## Fiche technique
- Titre original russe : Trening litchnostnogo rosta, Тренинг личностного роста[2]
- Titre kazakh : kazakh : Тұлғалық өсу тренингі, Tұlғalyқ өsou treningі[1]
- Réalisation : Farkhat Charipov
- Scénario : Farkhat Charipov
- Photographie : Aleksandr Plotnikov
- Musique : Ilia Odegov
- Production : Ierjan Akhmetov, Ioulia Kim
- Sociétés de production : Kazakhfilm
- Pays de production :  Kazakhstan
- Langues originales : russe
- Format : Couleurs
- Genre : Drame
- Durée : 97 minutes
- Dates de sortie :
  - Corée du Sud : 6 octobre 2018 (Festival international du film de Pusan)
  - Kazakhstan : 31 janvier 2019

## Distribution
- Doulyga Akmolda (kk) : Kanat
- Ierjan Toussoupov : Daniar
- Gouljamal Kazakbaïeva (kk) : la mère de Kanat
- Filipp Volochine : Mikha
- Anouar Nourpeïsov (kk) : le formateur en entreprise